# Халькогенидное стекло
Халькогенидное стекло — некристаллическое вещество, содержащее атомы халькогенов (серы, селена, теллура) без кислорода, в основном нечувствительно к примесям, обладает симметричными вольт-амперными характеристиками.
Халькогенидные стёкла, содержащие значительное количество щелочного металла или серебра, обладают ионной проводимостью, значительно превышающей электронную проводимость. Такие стёкла применяются в качестве твёрдых электролитов для электрохимических ячеек. Стёкла отличаются высокой термодинамической и электрохимической стабильностью.
Наиболее стабильные бинарные халькогенидные стёкла — соединения халькогена и одного или несколько элементов 14-й или 15-й групп периодической системы. Известны также тернарные стёкла.
Халькогенидные стекла обладают свойствами полупроводников.

## Применение и производство
Основное использование халькогенидных стёкол обусловлено их уникальными оптическими и электрофизическими свойствами. Прозрачность этих стёкол в широком спектре электромагнитного излучения от видимого до дальнего инфракрасного диапазона находит применение для разработки и производства инфракрасных детекторов излучения, инфракрасной оптики и инфракрасного оптического волокна.
Физические свойства халькогенидных стёкол (высокий показатель преломления, низкая энергия фононов, высокая нелинейность) также делают их идеальными для использования в лазерах, плоскую оптику, фотонные интегральные схемы и другие активные устройства, особенно если они легированы ионами редкоземельных элементов. Некоторые стёкла халькогенида имеют несколько электро-оптических нелинейных эффектов, таких как фотон-наведённая рефракция и изменение диэлектрической проницаемости.
Некоторые халькогенидные стёкла при изменении температуры могут изменять фазовое состояние от аморфного до кристаллического. Это делает их полезными для кодирования двоичной информации на тонких плёнках халькогенидов, этот эффект применяется в перезаписываемых оптических дисках и энергонезависимой памяти типа PRAM. В частности такие материалы основаны на фазовых переходах теллурида германия-сурьмы и теллурида серебра-индия-сурьмы. В оптических дисках слой халькогенидного материала обычно помещается между диэлектрическими слоями ZnS-SiO2, иногда со слоем плёнки, способствующей кристаллизации, реже используются такие соединения как  селенид индия InSe, селенид сурьмы, теллурид сурьмы, селенид индия-сурьмы, теллурид индия-сурьмы, селенид германия-сурьмы, теллурид-селенид германия-сурьмы и теллурид-селенид серебра-индия-сурьмы. Производители энергонезависимой памяти 3D XPoint на основе халькогенидных стёкол — Intel и Micron — заявляют о возможности более 100 перезаписей в день, что существенно превышает аналогичный показатель для флеш-накопителей.